# Campoplex koentzeii
Campoplex koentzeii là một loài tò vò trong họ Ichneumonidae.